# 金光玉
金 光玉（キム・グァンオク、朝鮮語: 김광옥、英語: Kwang Ok Kim）は、北朝鮮出身の女子プロボクサーである。

## 来歴
2004年10月29日、中国・瀋陽で須賀寿江とIFBA世界バンタム級王座決定戦を行い、9回KO勝ちを収めデビュー戦を白星で飾ると共に王座を獲得した。
2005年3月30日、瀋陽で小八ヶ代真紀と対戦し、3-0の判定勝ちを収め、IFBA世界バンタム級王座の初防衛に成功した。
2005年6月28日、平壌でマーベラスとWBC女子世界バンタム級初代王座決定戦を行い、10回判定勝ちを収め王座を獲得した。
2005年10月21日、平壌でヤズミン・リバスと対戦し、3-0の判定勝ちを収めWBC女子世界バンタム級王座の初防衛に成功した。
2006年6月7日、高城郡でアナ・マリア・トーレスと対戦し、2-1の判定勝ちを収めWBC女子世界バンタム級王座の2度目の防衛に成功したが、同日に王座を返上した。
2007年、無敗のまま引退した。

## 戦績
- 5戦5勝（1KO）

## 獲得タイトル
- IFBA世界バンタム級王座
- WBC女子世界バンタム級王座